# 断食芸人
『断食芸人』（だんじきげいにん、Ein Hungerkünstler）は、フランツ・カフカの短編小説。1921年-1922年頃執筆。1922年に文芸誌『新ドイツ展望』にて発表。1924年、「歌姫ヨゼフィーネ、あるいは二十日鼠族」「最初の悩み」「小さな女」とともに『断食芸人―四つの物語』として作品集が編まれたが、刊行はカフカの死の2か月後となった。
作品中で描かれている断食芸はカフカの創造したものではなく、ヨーロッパでは19世紀後半から20世紀前半にかけて実際に断食芸の興行が行なわれていた。カフカはサーカスを観るのが好きで、この他にも芸人を題材にした一連の作品がある。

## あらすじ
断食芸はかつては人気の芸だった。断食芸に対して町中が沸き立ち、断食が続くにつれ、断食芸を間近で見るために席を予約するものまで現れたほどだった。断食芸人は格子の付いた檻の中に入り、敷き詰めた藁の上に座ってじっとしている。檻の中には他に時計が置かれているばかりである。断食芸人は時おり水で口を湿らす他は何も口にせず、また人目に隠れて物を食べないようにと常時見張りが付いている。芸に対して誇りを持っている断食芸人は、見張りが厳しければ厳しいほど喜んだ。興行は決められた日数である40日間続けられ、それが終われば音楽とともに人々の間に出迎えられる。しかし断食芸人は、40日で断食をやめなければならないことに不満であった。
今では断食芸の人気はすっかり衰え、断食芸人は相棒の興行主と別れてサーカス一座と契約を結ばなければならなくなった。断食芸人の檻は動物小屋とともに並べられるが、珍しい動物を見にやってきた人々は断食芸人に興味を示さない。断食芸人はすっかり忘れ去られてしまうが、今や自分が望むだけの断食を続けることができた。ある日、監督が断食芸人の檻に気が付いた。藁屑を掻き出すと、断食芸人がまだ断食を続けている。問いかける監督に対して、断食芸人は「自分に合った食べ物を見つけることができなかった」と述べ、息絶える。断食芸人が片付けられると、その檻には生命力に溢れた豹が入れられた。

## 日本語訳
収録されている書籍名を記す。
- 山下肇・山下萬里訳『変身・断食芸人』岩波文庫、1958年、改版2004年※
- 本野亨一訳 『ある流刑地の話』角川文庫、1963年、改版1994年※
- 川村二郎編 『ドイツ短編24』（城山良彦訳 『断食芸人』）集英社、1971年
- 川崎芳隆・浦山光之訳 『変身　他4編』旺文社文庫、1973年
- 高安国世訳 『変身・判決・断食芸人』講談社文庫、1978年
- 川村二郎・円子修平訳『カフカ全集 1 変身、流刑地にて』新潮社、1980年
  - 『決定版 カフカ短編集』 頭木弘樹編、新潮文庫、2024年※
- 池内紀訳 『カフカ短編集』 岩波文庫、1987年※
- 長谷川四郎訳 「飢餓術師」『カフカ傑作短篇集』福武文庫、1988年
- 池内紀訳 『カフカ小説全集 変身ほか』 白水社、2001年
  - 池内紀訳 『カフカ・コレクション 断食芸人』 白水Uブックス、2006年 - 新書判
- 柴田翔訳 『カフカ・セレクションⅡ』 ちくま文庫、2008年
- 吉田仙太郎訳 『カフカ自撰小品集』みすず書房、2010年／グーテンベルク21※
- 丘沢静也訳『田舎医者／断食芸人／流刑地で』 光文社古典新訳文庫、2022年※

※は電子書籍も刊
その他
劇作家別役実は本作を翻案した戯曲「獏 もしくは断食芸人」(1972年初演)がある。